# Llanura de Ord Victoria
La llanura de Ord Victoria (en inglés: Ord Victoria Plain) es una biorregión australiana provisional situada entre el Territorio del Norte y Australia Occidental. Comprende 12 540 703 hectáreas.
La biorregión toma su nombre del río Ord y del río Victoria.

## Localización y descripción
Se trata de una zona de grandes llanuras de pastizales secos situada entre el desierto de Tanami, al sur, y los pastizales más húmedos y verdes del norte, hacia la costa. Los afloramientos de arenisca se elevan desde la pradera, el más famoso de los cuales es la cordillera Bungle Bungle en el Parque Nacional de Purnululu. Las praderas se han utilizado durante mucho tiempo para el pastoreo. El clima es más húmedo en el norte (precipitaciones anuales medias de 1200 mm), que recibe algunas lluvias monzónicas costeras, y más seco en el sur (precipitaciones medias de 600 mm). La estación lluviosa va de noviembre a marzo y toda la zona está casi completamente seca el resto del año. El clima es cálido, con temperaturas máximas de entre 25 °C y 35 °C durante todo el año.

## Flora
La llanura está cubierta en su mayor parte por pastizales de Mitchell salpicados de eucaliptos sanguinos y corymbias, bauhinia autóctona (Bauhinia cunninghamii) y grandes manchas de bosque de acacias lanceoladas (Acacia shirleyi). Los afloramientos de arenisca tienen una cubierta más fina de eucalipto sobre hierba de mogotes o brezales salpicados de grevillea y acacia. Los ecosistemas fluviales alrededor de los cursos de agua permanentes están formados por melaleuca (Melaleuca), eucalipto de río (Eucalyptus) y pandanus de río (Pandanus).

## Fauna
Hay pocas especies endémicas, ya que estos pastizales son típicos de gran parte del norte de Australia a esta latitud, pero, no obstante, están intactos y son ricos en fauna. Entre los mamíferos destacan el gran ualabí oriental, el ualabí de cola clavada del norte (Onychogalea unguifera) y el planigale de cola larga, que es el marsupial más pequeño del mundo. En los bosques de lanceta habita el canguro liebre de anteojos (Lagorchestes conspicillatus), mientras que Bungle Bungle tiene algunas plantas únicas y un lagarto eslizón endémico, el Lerista bunglebungle. Entre los mamíferos que se han reducido o han desaparecido de estas praderas se encuentran el cangurito (Macrotis lagotis), el quoll norteño (Dasyurus hallucatus) y el bandicut dorado (Isoodon auratus).
Entre las aves se encuentran la avutarda australiana, el bushlark cantor y el reyezuelo dorsirrojo, mientras que a lo largo de los ríos, especialmente el Victoria, hay importantes poblaciones de reyezuelo de corona púrpura (Malurus coronatus). Los eucaliptos son el hábitat de loriquitos, pájaros fríos y meleros. Las termitas son una fuente de alimento para muchas de estas aves y animales. La fauna de las praderas sigue siendo objeto de investigación y, por ejemplo, recientemente se ha descubierto una nueva especie de eslizón Ctenotus.

## Amenazas y conservación
En general, se trata de una amplia zona de praderas relativamente vírgenes utilizadas para el pastoreo de ganado. Algunos daños se deben a la ganadería intensiva, que provoca un pastoreo excesivo y altera los regímenes de incendios tradicionales aborígenes, en los que los pastizales se queman sistemáticamente y se deja que se regeneren. Los bosques próximos a los ríos y otras fuentes de agua sufrieron graves alteraciones cuando empezó la ganadería, lo que provocó la sedimentación a lo largo del río Ord y la destrucción de importantes hábitats del petirrojo de ceja blanca (Poecilodryas superciliosa) y el carricerín cejiblanco. Los hábitats también se han visto dañados por especies de plantas introducidas, como el arbusto del dolor de barriga (Jatropha gossypifolia) y el ricino (Ricinus communis). Existen algunas zonas protegidas, principalmente otros tipos de hábitat más que tierras de pastoreo. Zonas como las cuevas del Parque Nacional de Judbarra siguen siendo investigadas por botánicos y zoólogos.